# Modern Folk Üçlüsü
Modern Folk Üçlüsü is een Turkse folkband.

## Biografie
Modern Folk Üçlüsü werd in 1969 opgericht door Doğan Canku, Ahmet Kurtaran en Selami Karaibrahimgil. De band heeft sedertdien dezelfde bezetting behouden, met uitzondering van de periode 1995-1999, toen Doğan Canku tijdelijk werd vervangen door Hasan Cihat Örter.
In 1978 probeerde de band tevergeefs om het Turkse ticket voor het Eurovisiesongfestival binnen te rijven. Drie jaar later waagde Modern Folk Üçlüsü een nieuwe kans in de Turkse preselectie, ditmaal aan de zijde van Ayşegül. Met het nummer Dönme dolap wonnen ze de nationale finale, waardoor ze mochten deelnemen aan het Eurovisiesongfestival 1981 in de Ierse hoofdstad Dublin. Daar eindigde Turkije op een teleurstellende achttiende plek.
1975: Semiha Yankı · 
1978: Nilüfer & Nazar · 
1980: Ajda Pekkan · 
1981: Modern Folk Trio & Ayşegül · 
1982: Neco · 
1983: Çetin Alp & The Short Waves · 
1984: Beş Yıl Önce On Yıl Sonra · 
1985: MFÖ · 
1986: Klips ve Onlar · 
1987: Seyyal Taner & Lokomotif · 
1988: MFÖ · 
1989: Pan · 
1990: Kayahan · 
1991: İzel Çeliköz, Reyhan Karaca & Can Uğurluer · 
1992: Aylin Vatankoş · 
1993: Burak Aydos · 
1995: Arzu Ece · 
1996: Şebnem Paker · 
1997: Şebnem Paker & Grup Etnik · 
1998: Tüzmen · 
1999: Tuba Önal & Grup Mistik · 
2000: Pınar Ayhan & Grup SOS · 
2001: Sedat Yüce · 
2002: Buket Bengisu & Grup Safir · 
2003: Sertab Erener · 
2004: Athena · 
2005: Gülseren · 
2006: Sibel Tüzün · 
2007: Kenan Doğulu · 
2008: Mor ve Ötesi · 
2009: Hadise · 
2010: MaNga · 
2011: Yüksek Sadakat · 
2012: Can Bonomo